# Giovanni Micheletto
Giovanni Micheletto (Sacile, 22 gennaio 1889 – Sacile, 9 settembre 1958) è stato un ciclista su strada italiano.

## Carriera
Di nobili origini, fu soprannominato per questo Il Conte di Sacile o Nané dai suoi estimatori. Prima di vincere la prima tappa del Tour de France del 1913, nei tre anni precedenti riuscì a vincere alcune gare importanti: il Giro di Lombardia nel 1910, il Giro di Romagna nel 1911 e soprattutto il Giro d'Italia del 1912, che in quell'edizione si assegnava a punteggio e a squadre di quattro corridori. L'Atala dovette subire il ritiro di Luigi Ganna già prima di iniziare la corsa; rimasti in tre (oltre a Micheletto c'erano Carlo Galetti ed Eberardo Pavesi), la squadra si aggiudicò comunque due tappe. Partecipò anche a due edizioni del Tour de France, nel 1913 (dove vinse la prima tappa ex aequo) e nel 1914, ritirandosi in entrambe le occasioni. Dopo lo scoppio della prima guerra mondiale concluse anzitempo la carriera all'età di soli 25 anni per dedicarsi all'attività di commerciante di vino. Morì nel suo paese natale all'età di 69 anni; a lui è stato dedicato il locale Palazzetto dello Sport. È da precisare che in molte fonti il suo cognome viene spesso storpiato in "Michelotto", confondendolo a volte con un altro corridore ciclista, Claudio Michelotto.

## Palmarès
- 1909 (Peugeot, una vittoria)

2ª tappa Giro del Veneto (Udine > Vicenza)
- 1910 (Stucchi, tre vittorie)

Giro di Romagna-Toscana
Giro della Provincia di Mantova
Giro di Lombardia
- 1911 (individuale, due vittorie)

Giro di Romagna
2ª tappa Corsa delle Tre Capitali (Parma > Firenze)
- 1912 (Atala, due vittorie)

1ª tappa Giro d'Italia (Milano > Padova)
8ª tappa Giro d'Italia (Torino > Milano)
- 1913 (Griffon, due vittorie)

Paris-Menin
1ª tappa Tour de France (Parigi > Le Havre)

### Altri successi
- 1907 (dilettanti)

Campionato veneto, prova di resistenza
- 1912 (Atala)

Classifica generale Giro d'Italia (a squadre)

## Piazzamenti

### Grandi giri
- Giro d'Italia

1909: ritirato
1912: vincitore (classifica a squadre)
- Tour de France

1913: ritirato (3ª tappa)
1914: ritirato (1ª tappa)

### Classiche monumento
- Milano-Sanremo

1910: ritirato
1911: ritirato
1912: 15º
- Parigi-Roubaix

1913: ritirato
- Giro di Lombardia

1908: ritirato
1910: vincitore
1911: 2º